# Timorsalangan
Timorsalangan (Collocalia neglecta) är en fågel i familjen seglare. Den förekommer i Små Sundaöarna.

## Utseende
Timorsalanganen är en mycket liten seglare med tvärt avskuren stjärt. Fjäderdräkten är mörk, med smutsvitt på bröstet, buken och vid stjärtroten. Den enda andra salanganen i utbredningsområdet är vitbosalangan, men timorsalanganen är mindre, med vit undersida och saknar tydlig klyvning i stjärten.

## Utbredning och systematik
Timorsalanganen förekommer i Små Sundaöarna. Den delas in i två underarter med följande utbredning:
- Collocalia neglecta neglecta – öarna Sawu, Roti, Semau och Timor
- Collocalia neglecta perneglecta – Söarna Alor, Wetar och Kisar; populationerna på Romang, Damar och Tanimbaröarna hybridiserar möjligen med glanssalangan i begränsad mening.

Tidigare behandlades den som underart till glanssalangan (C. esculenta) och vissa gör det fortfarande. Studier visar dock att den är väl skild genetiskt.

## Levnadssätt
Timorsalanganen ses flyga över en rad olika miljötyper, inklusive skog. Den ses vanligen i flock.

## Status och hot
Internationella naturvårdsunionen IUCN erkänner den ännu inte som art, varför den inte placeras i en hotkategori.